# Niconico頻道
NicoNico頻道（日语：ニコニコチャンネル）是一個允許公司或組織等內容持有者在彈幕影片分享網站「Niconico動畫」中傳送視頻、直播和電子郵件雜誌，也是一個更新過去官方視頻的服務。

## 簡介
类似电视广播服务的广播服务，于2008年12月5日开始提供服务。服务内容主要有線上电视动画的播放、保存「直播」結束後的媒體，是会员增值服务之一。
一般情況下，「Niconico直播」和「Niconico頻道」是互補的關係。「直播」顧名思義就是發布即時性的視頻，「頻道」則是儲存並發布已結束直播的備份媒體。2010年以後選擇Niconico作為發布管道發布的視頻，會提供「Niconico直播」和「Niconico頻道」這兩種服務。「直播」播放完畢後的視頻會轉由「頻道」繼續發布。Niconico頻道限定一周免費觀看，之後只允許付費會員收看。